# Oscarverleihung 1957
Übersicht aller ausgezeichneten Filme

◄◄ | ◄ | 1953 | 1954 | 1955 | 1956 | Oscarverleihung 1957 | 1958 | 1959 | 1960 | 1961 | ► | ►►

Weitere Ereignisse
Die Oscarverleihung 1957 fand am 27. März 1957 im RKO Pantages Theatre in Los Angeles und im NBC Century Theatre in New York City statt. Es waren die 29th Annual Academy Awards. Im Jahr der Auszeichnung werden immer Filme des vergangenen Jahres ausgezeichnet, in diesem Fall also die Filme des Jahres 1956.
Bei dieser 29. Verleihung wurde James Dean als bisher einziger Schauspieler zum zweiten Mal nach seinem Tod für einen Oscar nominiert. Ingrid Bergman war beim Gewinn ihres Oscars nicht anwesend, Cary Grant nahm ihn für sie entgegen.
Mit je 5 Oscars waren In 80 Tagen um die Welt (inkl. Bester Film) und Der König und ich die erfolgreichsten Filme dieser Verleihung. Giganten war mit der höchsten Anzahl von Nominierungen, nämlich 10, ins Rennen gegangen, konnte jedoch nur einen Oscar gewinnen.

## Moderation
Jerry Lewis (Los Angeles); Celeste Holm (New York City)

## Gewinner und Nominierte
| Film                                         | N  | A |
| -------------------------------------------- | -- | - |
| Giganten                                     | 10 | 1 |
| Der König und ich                            | 9  | 5 |
| In 80 Tagen um die Welt                      | 8  | 5 |
| Die zehn Gebote                              | 7  | 1 |
| Lockende Versuchung                          | 6  | 0 |
| Baby Doll – Begehre nicht des anderen Weib   | 4  | 0 |
| Böse Saat                                    | 4  | 0 |
| Geliebt in alle Ewigkeit                     | 4  | 0 |
| Vincent van Gogh – Ein Leben in Leidenschaft | 4  | 1 |
| Die Hölle ist in mir                         | 3  | 2 |
| Krieg und Frieden                            | 3  | 0 |
| Roter Staub                                  | 3  | 1 |
| Anastasia                                    | 2  | 1 |
| Auch Helden können weinen                    | 2  | 0 |
| The Dark Wave                                | 2  | 0 |
| Ein Fetzen Leben                             | 2  | 0 |
| Die Frau im goldenen Cadillac                | 2  | 1 |
| In den Wind geschrieben                      | 2  | 1 |
| Moderne Jugend                               | 2  | 0 |
| Mord in den Wolken                           | 2  | 0 |
| Die oberen Zehntausend                       | 2  | 0 |
| Der Regenmacher                              | 2  | 0 |
| Die sieben Samurai                           | 2  | 0 |
| La Strada – Das Lied der Straße              | 2  | 1 |

### Bester Film
präsentiert von Janet Gaynor
In 80 Tagen um die Welt (Around the World in Eighty Days) – Michael Todd
Giganten (Giant) – Henry Ginsberg, George Stevens
Der König und ich (The King and I) – Charles Brackett
Lockende Versuchung (Friendly Persuasion) – William Wyler
Die zehn Gebote (The Ten Commandments) – Cecil B. DeMille

### Beste Regie
präsentiert von Ingrid Bergman per Video
George Stevens – Giganten (Giant)
Michael Anderson – In 80 Tagen um die Welt (Around the World in Eighty Days)
Walter Lang – Der König und ich (The King and I)
King Vidor – Krieg und Frieden (War and Peace)
William Wyler – Lockende Versuchung (Friendly Persuasion)

### Bester Hauptdarsteller
präsentiert von Anna Magnani
Yul Brynner – Der König und ich (The King and I) 
James Dean – Giganten (Giant) postum nominiert
Kirk Douglas – Vincent van Gogh – Ein Leben in Leidenschaft (Lust for Life)
Rock Hudson – Giganten (Giant)
Laurence Olivier – Richard III.

### Beste Hauptdarstellerin
präsentiert von Ernest Borgnine
Ingrid Bergman – Anastasia
Carroll Baker – Baby Doll – Begehre nicht des anderen Weib (Baby Doll)
Katharine Hepburn – Der Regenmacher (The Rainmaker)
Nancy Kelly – Böse Saat (The Bad Seed)
Deborah Kerr – Der König und ich (The King and I)

### Bester Nebendarsteller
präsentiert von Nancy Kelly
Anthony Quinn – Vincent van Gogh – Ein Leben in Leidenschaft (Lust for Life)
Don Murray – Bus Stop
Anthony Perkins – Lockende Versuchung (Friendly Persuasion)
Mickey Rooney – Ein Fetzen Leben (The Bold and the Brave)
Robert Stack – In den Wind geschrieben (Written on the Wind)

### Beste Nebendarstellerin
präsentiert von Jack Lemmon
Dorothy Malone – In den Wind geschrieben (Written on the Wind) 
Mildred Dunnock – Baby Doll – Begehre nicht des anderen Weib (Baby Doll)
Eileen Heckart – Böse Saat (The Bad Seed)
Mercedes McCambridge – Giganten (Giant)
Patty McCormack – Böse Saat (The Bad Seed)

### Bestes Originaldrehbuch
präsentiert von Deborah Kerr
Albert Lamorisse – Der rote Ballon (Le Ballon rouge) 
Federico Fellini, Tullio Pinelli – La Strada – Das Lied der Straße (La strada)
Robert Lewin – Ein Fetzen Leben (The Bold and the Brave)
William Rose – Ladykillers (The Ladykillers)
Andrew L. Stone – Mord in den Wolken (Julie)

### Bestes adaptiertes Drehbuch
präsentiert von Deborah Kerr
John Farrow, S. J. Perelman, James Poe – In 80 Tagen um die Welt (Around the World in Eighty Days)
Norman Corwin – Vincent van Gogh – Ein Leben in Leidenschaft (Lust for Life)
Fred Guiol, Ivan Moffat – Giganten (Giant)
Tennessee Williams – Baby Doll – Begehre nicht des anderen Weib (Baby Doll)
Michael Wilson – Lockende Versuchung (Friendly Persuasion)

### Beste Originalgeschichte
präsentiert von Deborah Kerr
Dalton Trumbo – Roter Staub (The Brave One)
Leo Katcher – Geliebt in alle Ewigkeit (The Eddy Duchin Story)
Edward Bernds, Elwood Ullman – High Society
Jean-Paul Sartre – Die Hochmütigen (Les Orgueilleux)
Cesare Zavattini – Umberto D.

### Beste Kamera (Farbe)
präsentiert von Claire Trevor
Lionel Lindon – In 80 Tagen um die Welt (Around the World in Eighty Days) 
Jack Cardiff – Krieg und Frieden (War and Peace)
Loyal Griggs – Die zehn Gebote (The Ten Commandments)
Leon Shamroy – Der König und ich (The King and I)
Harry Stradling Sr. – Geliebt in alle Ewigkeit (The Eddy Duchin Story)

### Beste Kamera (Schwarz-Weiß)
präsentiert von Claire Trevor
Joseph Ruttenberg – Die Hölle ist in mir (Somebody Up There Likes Me) 
Burnett Guffey – Schmutziger Lorbeer (The Harder They Fall)
Boris Kaufman – Baby Doll – Begehre nicht des anderen Weib (Baby Doll)
Harold Rosson – Böse Saat (The Bad Seed)
Walter Strenge – Im Lande Zorros (Stagecoach to Fury)

### Bestes Szenenbild (Farbe)
präsentiert von Gower Champion und Marge Champion
John DeCuir, Paul S. Fox, Walter M. Scott, Lyle R. Wheeler – Der König und ich (The King and I) 
Ken Adam, James W. Sullivan, Ross Dowd – In 80 Tagen um die Welt (Around the World in Eighty Days)
E. Preston Ames, Cedric Gibbons, F. Keogh Gleason, Hans O. Peters, Edwin B. Willis – Vincent van Gogh – Ein Leben in Leidenschaft (Lust for Life)
Sam Comer, Ray Moyer, Albert Nozaki, Hal Pereira, Walter H. Tyler – Die zehn Gebote (The Ten Commandments)
Ralph S. Hurst, Boris Leven – Giganten (Giant)

### Bestes Szenenbild (Schwarz-Weiß)
präsentiert von Gower Champion und Marge Champion
Malcolm Brown, Cedric Gibbons, F. Keogh Gleason, Edwin B. Willis – Die Hölle ist in mir (Somebody Up There Likes Me) 
Ross Bellah, Louis Diage, William Kiernan – Die Frau im goldenen Cadillac (The Solid Gold Cadillac)
Sam Comer, Earl Hedrick, Frank R. McKelvy, Hal Pereira – Auch Helden können weinen (The Proud and Profane)
So Matsuyama – Die sieben Samurai (Shichinin no samurai)
Walter M. Scott, Stuart A. Reiss, Jack Martin Smith, Lyle R. Wheeler – Moderne Jugend (Teenage Rebel)

### Bestes Kostüm-Design (Farbe)
präsentiert von Elizabeth Taylor
Irene Sharaff – Der König und ich (The King and I) 
Marjorie Best, Moss Mabry – Giganten (Giant)
Arnold Friberg, Edith Head, Dorothy Jeakins, John Jensen, Ralph Jester – Die zehn Gebote (The Ten Commandments)
Maria de Matteis – Krieg und Frieden (War and Peace)
Miles White – In 80 Tagen um die Welt (Around the World in Eighty Days)

### Bestes Kostüm-Design (Schwarz-Weiß)
präsentiert von Elizabeth Taylor
Jean Louis – Die Frau im goldenen Cadillac (The Solid Gold Cadillac)
Kōhei Ezaki – Die sieben Samurai (Shichinin no samurai)
Edith Head – Auch Helden können weinen (The Proud and Profane)
Charles Le Maire, Mary Wills – Moderne Jugend (Teenage Rebel)
Helen Rose – Die Macht und ihr Preis (The Power and the Prize)

### Beste Filmmusik (Drama/Komödie)
präsentiert von Eva Marie Saint
Victor Young – In 80 Tagen um die Welt (Around the World in Eighty Days)  (postum)
Hugo Friedhofer – Feuertaufe (Between Heaven and Hell)
Alfred Newman – Anastasia
Alex North – Der Regenmacher (The Rainmaker)
Dimitri Tiomkin – Giganten (Giant)

### Beste Filmmusik (Musikfilm)
präsentiert von Rock Hudson
Ken Darby, Alfred Newman – Der König und ich (The King and I) 
Saul Chaplin, Johnny Green – Die oberen Zehntausend (High Society)
George Duning, Morris Stoloff – Geliebt in alle Ewigkeit (The Eddy Duchin Story)
Johnny Green, George E. Stoll – Viva Las Vegas (Meet Me in Las Vegas)
Lionel Newman – Fanfaren der Freude (The Best Things in Life Are Free)

### Bester Song
präsentiert von Carroll Baker
„Que Sera, Sera“ aus Der Mann, der zuviel wusste (The Man Who Knew Too Much) – Ray Evans, Jay Livingston
„Friendly Persuasion (Thee I Love)“ aus Lockende Versuchung (Friendly Persuasion) – Dimitri Tiomkin, Paul Francis Webster
„Julie“ aus Mord in den Wolken (Julie) – Tom Adair, Leith Stevens
„True Love“ aus Die oberen Zehntausend (High Society) – Cole Porter
„Written on the Wind“ aus In den Wind geschrieben (Written on the Wind) – Sammy Cahn, Victor Young

### Bester Schnitt
präsentiert von Kirk Douglas
Gene Ruggiero, Paul Weatherwax – In 80 Tagen um die Welt (Around the World in Eighty Days)
Albert Akst – Die Hölle ist in mir (Somebody Up There Likes Me)
Philip William Anderson, Fred Bohanan, William Hornbeck – Giganten (Giant)
Anne Bauchens – Die zehn Gebote (The Ten Commandments)
Merrill G. White – Roter Staub (The Brave One)

### Bester Ton
präsentiert von Dorothy Malone
Carlton W. Faulkner – Der König und ich (The King and I)
Gordon R. Glennan, Gordon Sawyer – Lockende Versuchung (Friendly Persuasion)
John P. Livadary – Geliebt in alle Ewigkeit (The Eddy Duchin Story)
Buddy Myers – Roter Staub (The Brave One)
Loren L. Ryder – Die zehn Gebote (The Ten Commandments)

### Beste Spezialeffekte
präsentiert von Dorothy Dandridge
John P. Fulton – Die zehn Gebote (The Ten Commandments) 
A. Arnold Gillespie, Wesley C. Miller, Irving G. Ries – Alarm im Weltall (Forbidden Planet)

### Bester animierter Kurzfilm
präsentiert von Patty McCormack
Magoo’s Puddle Jumper – Stephen Bosustow
Gerald McBoing! Boing! on Planet Moo – Stephen Bosustow
The Jaywalker – Stephen Bosustow

### Bester Kurzfilm (2 Filmrollen)
präsentiert von Mickey Rooney
Der Mantel nach Maß (The Bespoke Overcoat) – George K. Arthur
Cow Dog – Larry Lansburgh
The Dark Wave – John Healy
Samoa – Walt Disney

### Bester Kurzfilm (1 Filmrolle)
Crashing the Water Barrier – Konstantin Kalser
I Never Forget a Face – Robert Youngson
Time Stood Still – Cedric Francis

### Bester Dokumentarfilm (Kurzfilm)
präsentiert von Mercedes McCambridge und Robert Stack
The True Story of the Civil War – Louis Clyde Stoumen
A City Decides – Charles Guggenheim
The Dark Wave – John Healy
The House Without a Name – Valentine Davies
Man in Space (Folge 20 aus der Serie Disneyland) – Ward Kimball

### Bester Dokumentarfilm
präsentiert von Mercedes McCambridge und Robert Stack
Die schweigende Welt (Le monde du silence) – Jacques-Yves Cousteau
The Naked Eye – Louis Clyde Stoumen
Wo die Berge segeln (Hvor bjergene sejler) – Government Film Committee of Denmark

### Bester fremdsprachiger Film
präsentiert von George Seaton
La Strada – Das Lied der Straße (La strada), Italien – Federico Fellini
Freunde bis zum letzten (Biruma no Tategoto), Japan – Kon Ichikawa,
Gervaise, Frankreich – René Clément
Der Hauptmann von Köpenick, Bundesrepublik Deutschland – Helmut Käutner
Qivitoq, Dänemark – Erik Balling

## Ehrenpreise

### Ehrenoscar
präsentiert von George Seaton
Eddie Cantor

### Irving G. Thalberg Memorial Award
präsentiert von George Seaton
Buddy Adler

### Jean Hersholt Humanitarian Award
präsentiert von George Seaton
Y. Frank Freeman

### Technical Achievement Award
Richard H. Ranger
Ted Hirsch, Carl W. Hauge, Edward H. Reichard
Technical Departments of Paramount Pictures Corp.
Roy C. Stewart, Charles R. Daily
Construction Dept. of MGM Studio
Daniel J. Bloomberg, John Pond, William Wade